# Prix Ryszard-Kapuściński du reportage littéraire
Prix Ryszard-Kapuściński du reportage littéraire (en polonais : Nagroda im. Ryszarda Kapuścińskiego za Reportaż Literacki) est un des prix polonais internationaux parmi les plus importants. 
C’est la plus grande distinction dans le genre du reportage littéraire. Le Prix est décerné chaque année dans deux catégories : le meilleur reportage et la meilleure traduction de reportage de l’année précédente.
Crée en janvier 2010 par le Conseil municipal de Varsovie, le Prix rend hommage à l’œuvre de Ryszard Kapuściński (1932-2007), un illustre reporter et journaliste, essayiste, poète et l'un des auteurs polonais les plus traduits à l'étranger (avec Stanisław Lem). Considéré comme le porte porte-parole des défavorisés et le traducteur des cultures, il était fasciné par l'Afrique et l'Amérique du Sud.

## Prix
Le Prix a été créé afin de mettre en avant les ouvrages documentaires les plus importantes. Les œuvres distinguées dans le concours traitent des problèmes du monde contemporain, expliquent la complexité de la réalité de manière compréhensive et nuancée, approfondissent la connaissance des autres cultures, et ainsi de soi-même.
Le concours principal et les événements additionnels sont organisés principalement par la ville de Varsovie avec le quotidien Gazeta Wyborcza sous les auspices d'Alicja Kapuścińska.

## Concours principal
Des critères d’éligibilité exigent que le livre ait été publié en Pologne, en polonais (soit en tant que langue originale, soit traduite). Une sélection préalable a lieu pour déterminer quels auteurs peuvent participer à la compétition.
La liste de dix titres nommés est annoncée début mars. Les cinq titres qualifiés pour la liste finale (et les finalistes dans la catégorie de traduction) sont communiqués dans la première semaine d’avril chaque année, et les lauréats sont révélés en mai, durant la cérémonie de présentation du Prix.
L’auteur du meilleur reportage reçoit le prix de 100 000 zloty (jusqu’en 2018 : 50 000 zloty), et l’auteur de la meilleure traduction 20 000 złoty (jusqu’en 2010 : 15 000 zloty).
Depuis la quatrième édition,  le prix pour la traduction est indemnisé sur le prix du reportage, et depuis la dixième les finalistes sont récompensés dans la catégorie de reportage avec rétribution de 5 000 zloty, et dans la catégorie de traduction par 2 000 zloty. 
Tous les finalistes obtiennent aussi une reproduction d’une photographie faite par Ryszard Kapuściński.